# Eric Ennion
Eric Arnold Roberts Ennion (* 7. Juni 1900 in Kettering, Northamptonshire; † 28. Februar 1981 in Shalbourne, Wiltshire), manchmal auch als E. A. R. Ennion zitiert, war ein britischer Ornithologe, Arzt und Vogelillustrator.

## Leben
Ennion war der Sohn eines Landarztes und Amateurvogelmalers. Er wuchs in der Nähe von Cambridge auf. Im Kindesalter traf er den bekannten Vogelmaler Archibald Thorburn, der ihm riet, den Beruf seines Vaters zu ergreifen. Er brachte sich autodidaktisch das Zeichnen von Tieren, insbesondere von Vögeln, bei, in dem er Illustrationen aus Büchern als Vorlage nutze. 
Nach dem Medizinstudium am Gonville and Caius College in Cambridge und einer praktischen Ausbildung im St Mary’s Hospital in London wurde er ab 1926 Arzt in der Praxis seines Vaters in Burwell und führte diese von 1928 bis 1945 alleine fort. Neben seiner Arbeit als Arzt widmete er sich dem Zeichnen von Vögeln und präsentierte von 1935 von 1939 eine Ausstellung in der Ackerman’s Gallery in London. 
Nach Ende des Zweiten Weltkriegs verkaufte er die Praxis und wurde erster Leiter des Flatford Mill Centre in der Grafschaft Suffolk. Von 1950 bis 1961 leitete er zusammen mit Dorothy Parke, die er 1925 heiratete, das Monk’s House Bird Observatory zwischen Seahouses und Bamburgh an der Küste der Grafschaft Northumberland und gab Kurse in Vogelberingung, Vogelbeobachtung und Vogelillustration. Danach zog er nach Shalbourne zu seinem Sohn Hugh Ennion, der als Tiermaler arbeitete. Ennion war Vorstandsmitglied in der British Ornithologists’ Union, im British Trust for Ornithology sowie in der Royal Society for the Protection of Birds. Er unternahm Studienreisen nach Island, in die Niederlande, nach Schweden auf die Kanarischen Inseln. 
Gemeinsam mit seinem Freund Robert Gillmor organisierte er Ausstellungen zeitgenössischer Vogelmalerei in der Reading Art Gallery, was 1964 in der Gründung der Society of Wildlife Artists und 1966 in einer Präsentation britischer Vogelmalerei auf dem 14. International Ornithological Congress in Oxford gipfelte.
Ennion gilt als einer der einflussreichsten britischen Vogelmaler des späten 20. Jahrhunderts. Er malte mit Bleistift, Wasserfarben und Gouache. Anhand von in der Natur entstandenen Skizzen, erstellte Ennion im Atelier Kompositionen, in denen die Vögel in charakteristischen Posen und Bewegungen dargestellt sind. 
Er baute eine große Sammlung von Skizzen und Illustrationen aus Magazinen auf. Er präparierte auch Vogelhäute und sezierte tote Vögel, um sich mit ihrer Anatomie vertraut zu machen. 
Ennion veröffentlichte und illustrierte elf Bücher. 1941 erschien The Animal World – Its attack and defense. 1942 folgte Adventurer’s Fen: The Classic Portrait of Primitive Fenland. 1943 veröffentlichte er das Buch The British Bird mit 15 ganzseitigen Tafeln und 50 Strichzeichnungen, 1947 The Story of Migration. Told and Illustrated, 1948 Life on the Seashore, 1949 The Lapwing, 1958 Bird Study in a Garden, 1960 The House on the Shore: The Story of Monks’ House Bird Observatory und 1963 Birdwatching. 1994, 2003 und 2004 erschienen postum die Bücher Birds and Seasons, A Life of Birds und One Man’s Birds. 
1966 illustrierte er das Shell Bird Book von James Fisher, 1967 das Buch Tracks von Nikolaas Tinbergen und  1970 das Werk Signals for Survival von Tinbergen und Hugh Falkus.
1982 veröffentlichte der Vogelmaler John Busby, ein Schüler Ennions, die Biografie The Living Birds of Eric Ennion.
Neben zahlreichen Werken in Familienbesitz der Ennions befinden sich Gemälde von ihm im Natural History Museum in London, im Edward Grey Institute of Field Ornithology der University of Oxford sowie in der Philadelphia Academy of Natural Sciences.